# Либери, Пьетро

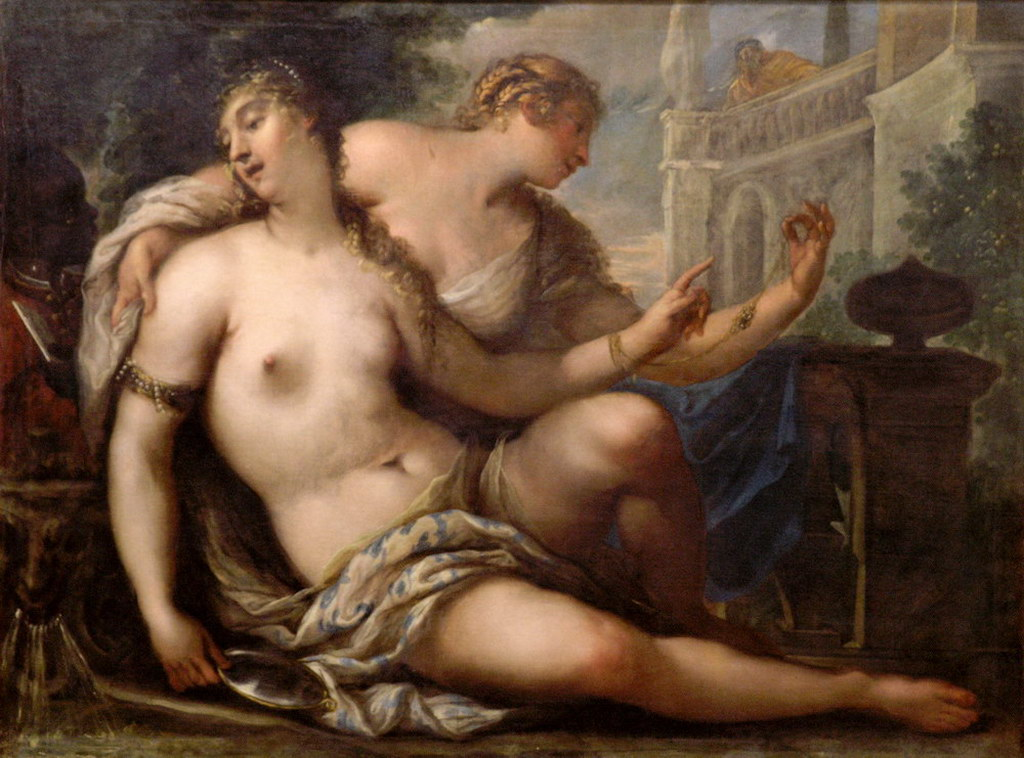
Вирсавия. Национальный музей изобразительного искусства Республики Молдова

Пьетро Либери (известный как Либертино) (итал. Pietro Liberi; 1614, Падуя — 18 октября 1687, Венеция) — итальянский живописец венецианской школы эпохи барокко.

## Биография
Пьетро Либери — живописец итальянской (венецианской) школы. Первые уроки живописи и рисунка получил под руководством Алессандро Варотари.
Много путешествовал. В Риме изучал произведения античности, Микеланджело и Рафаэля, в Парме — Корреджо, в Венеции — местных мастеров. По этой причине манера его письма отражала в той или иной степени манеры многих художников.
Во время путешествия в Стамбул Пьетро Либери был захвачен в плен пиратами из Туниса. Провёл в рабстве восемь месяцев. После освобождения через Мальту добрался до Сицилии, побывал в Неаполе и Пизе. В течение нескольких лет был наёмником в армии Антонио Манфредини, сражался за Великое герцогство Тосканское против сарацин. После окончания войны вернулся в Ливорно и в 1637 году отправился в Лиссабон, посетил Лигурию, южный берег Франции и Мадрид.
Вернувшись в Тоскану, сосредоточился на живописи, посетил Рим. В Риме по заказу Леопольдо Медичи написал «Похищение сабинянок». Во Флоренции украсил купол церкви Сан Филиппо Нери. В 1643 году в Венеции написал картину с евангелистами для церкви Оспедалетто. Создал большой алтарь «Распятие и Святая Магдалина» (1650) для церкви Санти-Джованни-э-Паоло в Венеции и вместе с Тицианом и Лукой Джордано написал алтарные картины «Молящегося Св. Антония Падуанского», а также для церкви церкви Санта-Мария-делла-Салюте. За значительный вклад в украшение Венеции в 1662 году был посвящён в рыцари дожем Франческо Молином.
Пользовался почётом у своих современников в Италии, а ещё больше в Германии, из которой возвратился на родину богатым человеком, с титулом графа.
По оценке приведенной в ЭСБЕ: Будучи очень неровен в своих произведениях, но вообще жеманен в композиции, условен в рисунке и вял в колорите, особенно любил изображать нагих соблазнительных Венер, Диан и нимф, а также из-за его частого выбора непристойных тем, получил прозвище «Либертино».
Пьетро Либери воспитал несколько талантливых учеников, среди которых — Иоганн Карл Лот и его сын Марко Либери.
Картины Пьетро Либери хранятся во многих музеях европейских городов.

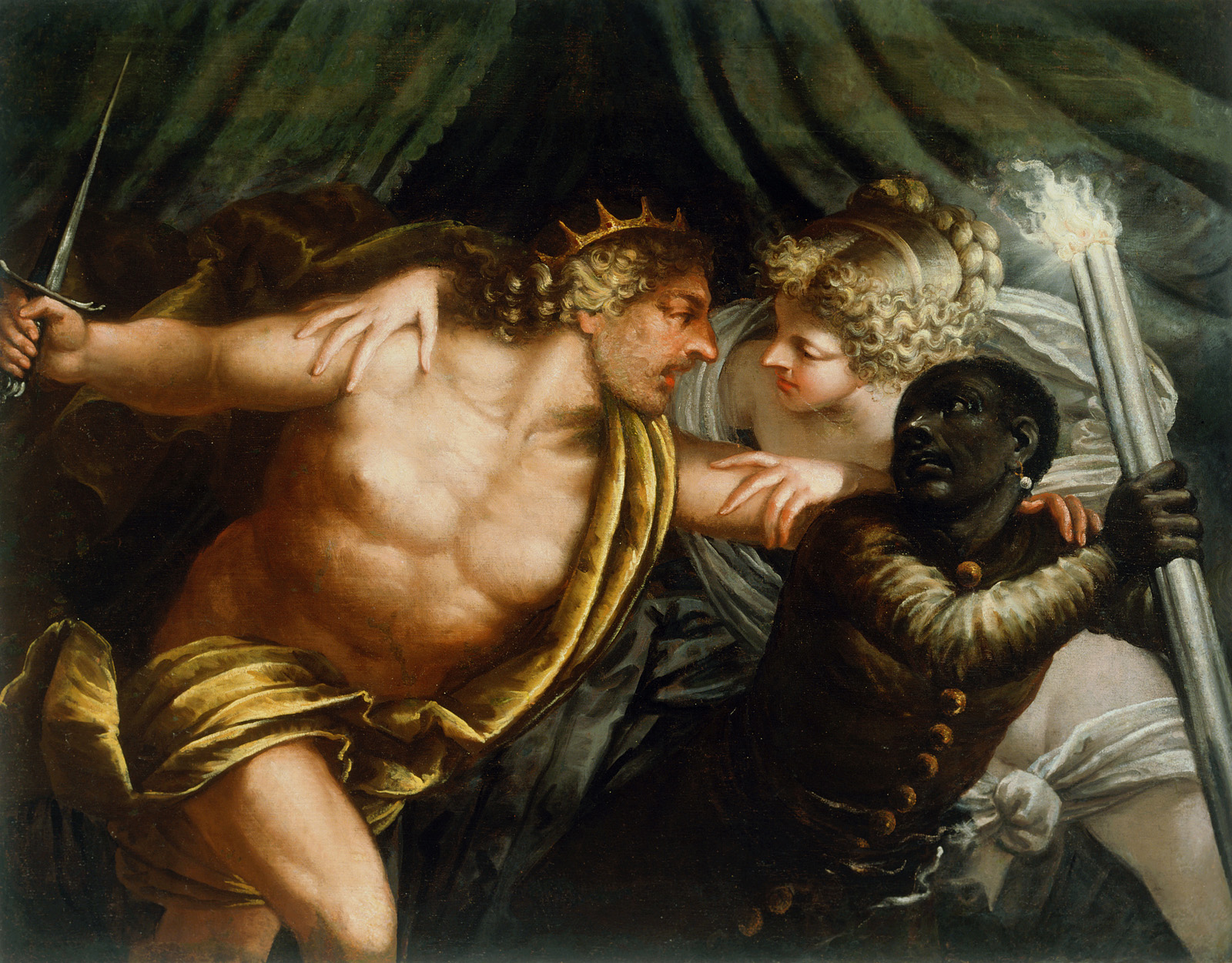
Гигес и Низия в ночь убийства её мужа Кандавла. Национальная галерея Словении
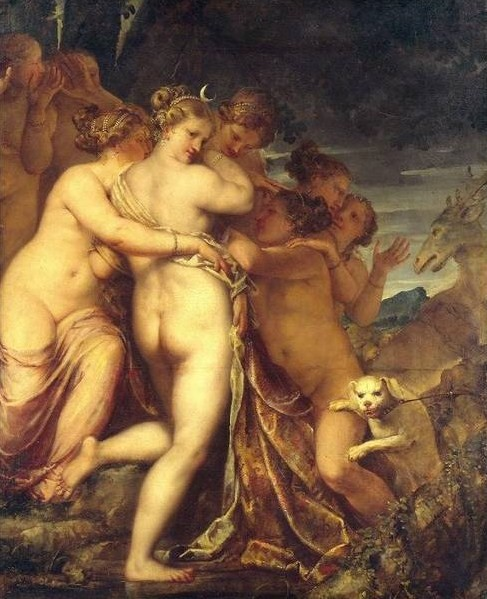
Диана и Актеон. 1660. Берлинская картинная галерея
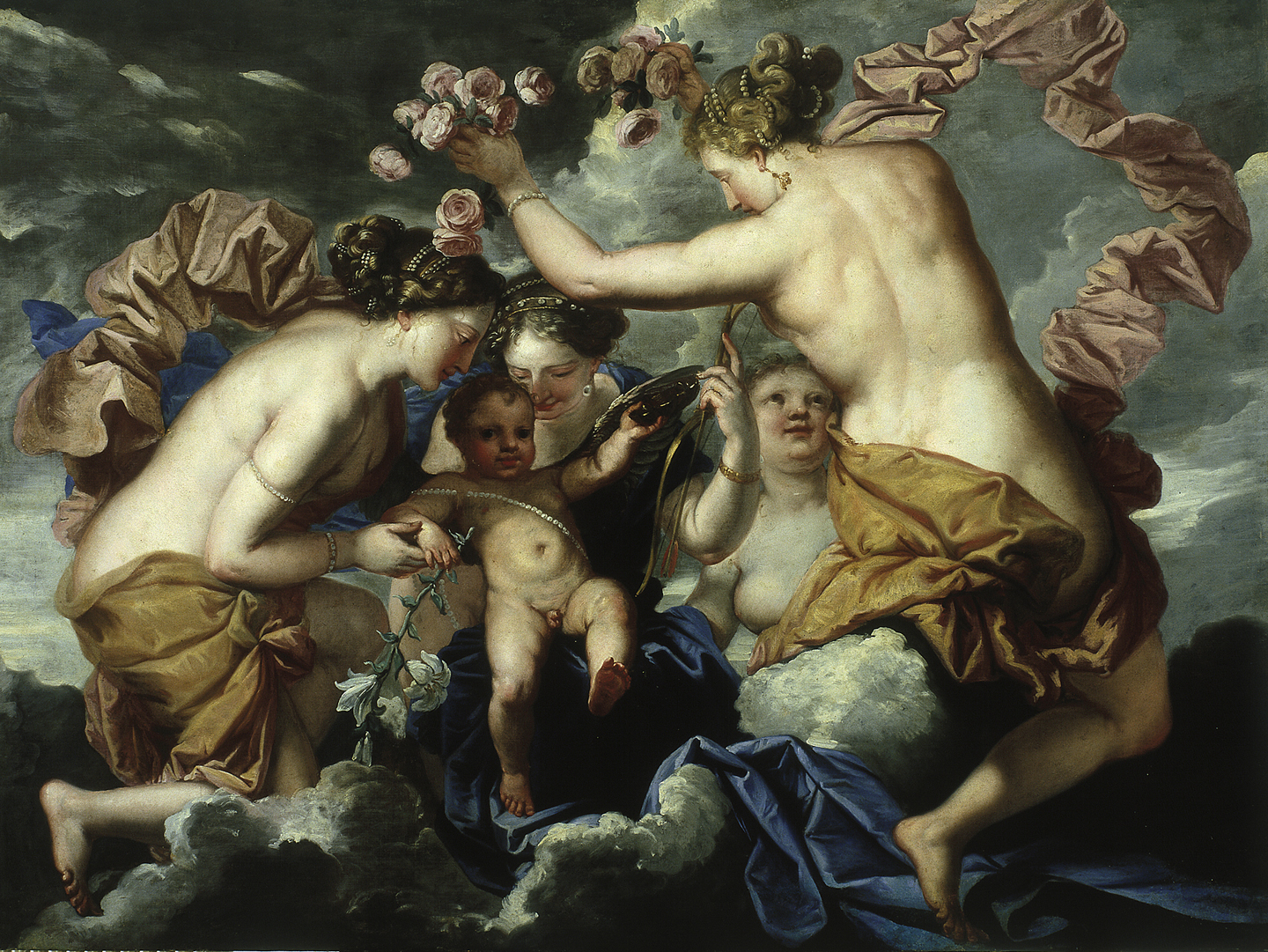
Венера, купидон и три грации. Земельный музей, Грац
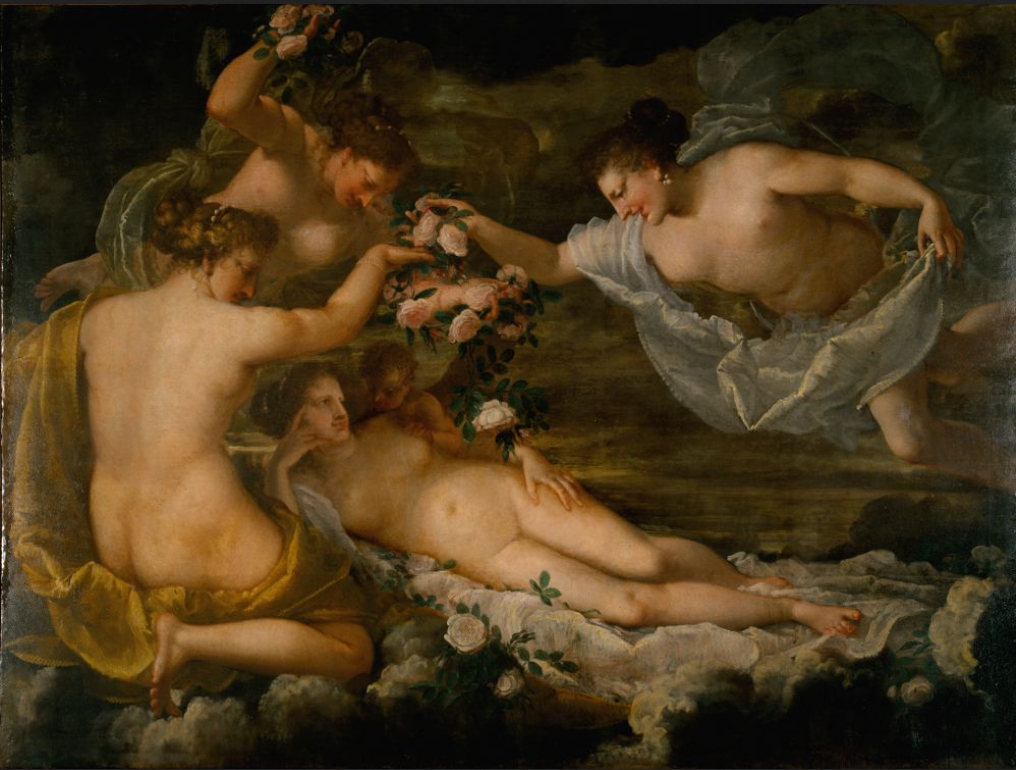
Венера, прославляемая грациями. 1640-1647. Палаццо Кьерикати, Виченца
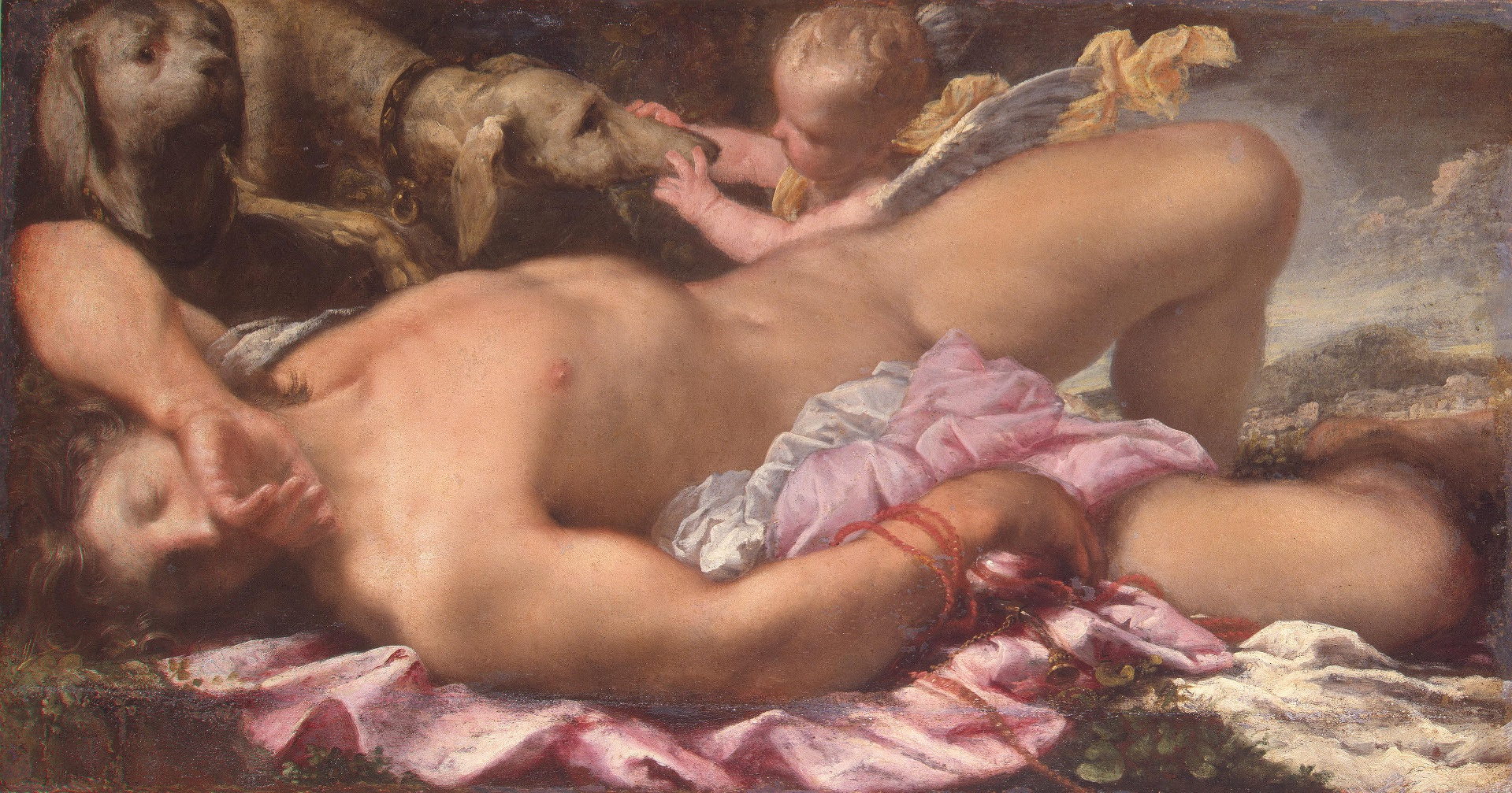
Спящий Эндимион. 1660-е гг. Эрмитаж, Санкт-Петербург

## Источник
Либери, Пьетро // Энциклопедический словарь Брокгауза и Ефрона : в 86 т. (82 т. и 4 доп.). — СПб., 1890—1907.